# Bernhard Knorn
Bernhard Knorn (* 1980 in Pfaffenhofen an der Ilm) ist ein römisch-katholischer Theologe und Dogmatiker.

## Leben
Er studierte Theologie in München und Rom (2000–2005). Nach der geistlichen Ausbildung im Jesuitenorden (2005–2007 Noviziat in Nürnberg, 2017/2018 Tertiat in Havanna/Kuba), der Priesterweihe 2011, der Promotion 2015 in Mainz und der Habilitation 2022 in Freiburg im Breisgau ist er seit 2023 Professor für Dogmatik und Ökumenik an der PTH Sankt Georgen.

## Schriften
- Versöhnung und Kirche. Theologische Ansätze zur Realisierung des Friedens mit Gott in der Welt. Münster 2016, ISBN 3-402-16061-7.
- Theologie nach Umbrüchen. Jesuitenscholastik des 16. Jahrhunderts im Dienst der Reform. Münster 2023, ISBN 3-402-11617-0.